# Бугский 9-й уланский полк
9-й уланский Бугский полк — воинская кавалерийская часть Русской императорской армии.
Старшинство: 8 мая 1803 года.
Полковой праздник: 23 апреля, день св. Великомученика и Победоносца Георгия.
Дислокация: Белая Церковь Киевской губернии.

## История полка
- 08.10.1817 — 3-й Украинский уланский полк (создан 26.10.1816 из казачьих полков) переформирован в два полка: 1-й и 2-й Бугские уланские
- 25.06.1830 — 1-й Бугский назван Бугским, а 2-й Бугский — Одесским уланскими полками.
- 03.07.1856 — присоединён дивизион Украинского уланского полка.
- 25.03.1864 — 9-й Бугский уланский полк.
- 30.05.1864 — 9-й Бугский уланский Его Королевского Величества Августа Виртембергского полк.
- 18.08.1882 — 26-й драгунский Бугский Его Королевского Величества Августа Виртембергского полк.
- 07.01.1885 — 26-й драгунский Бугский полк.
- 06.12.1907 — 9-й уланский Бугский Его Королевского Высочества Эрц-герцога Австрийского Франца Фердинанда.
- 22.06.1914 — 9-й уланский Бугский полк.
- Полк — активный участник Первой мировой войны. Отличился в Галицийской битве 1914.[1]

## Командиры

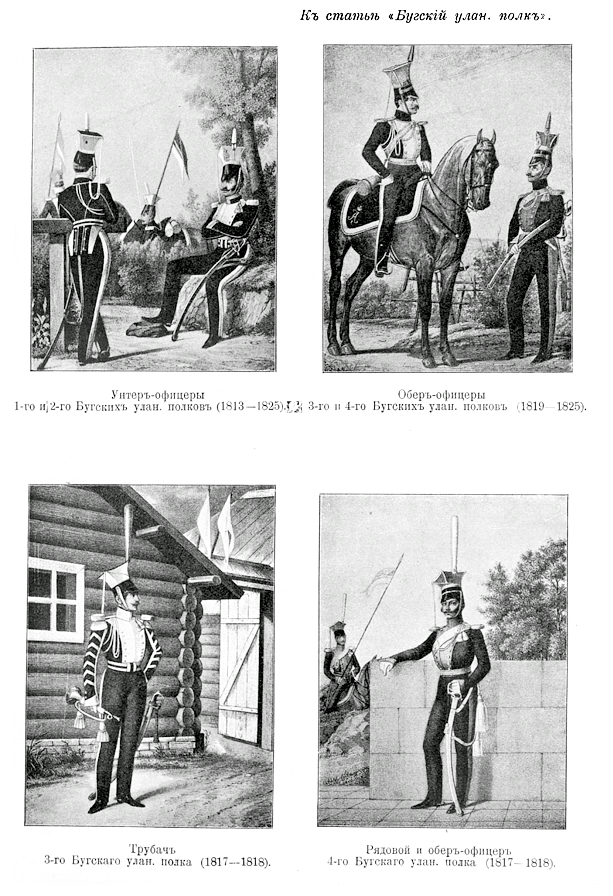
Фото из «Военной энциклопедии»

- 17.08.1817 — 22.11.1817 — полковник маркиз Дебоассезон, Осип Павлович
- 22.11.1817 — 05.07.1818 — полковник Храповицкий, Степан Семёнович
- 05.07.1818 — 24.01.1820 — полковник князь Кантакузен, Георгий Матвеевич
- 24.01.1820 — 13.08.1824 — подполковник (с 08.08.1820 полковник) Гревс, Михаил Александрович
- 13.08.1824 — 23.11.1827 — подполковник Сераковский, Вильгельм Карлович
- 23.11.1827 — 04.02.1830 — подполковник (с 20.08.1828 полковник) Сошицкий, Владимир Яковлевич
- 18.06.1830 — 19.01.1835 — подполковник Моллер 3-й
- 19.01.1835 — 11.04.1848 — подполковник (с 04.09.1837 полковник, с 06.12.1847 генерал-майор) Глотов, Нил Григорьевич[2]
- 11.04.1848 — 06.12.1849 — полковник (с 06.12.1848 генерал-майор) Ренненкампф, Антон Александрович
- 06.12.1849 — 29.11.1855 — полковник (с 19.04.1853  генерал-майор) Гастфер, Отто Антонович
- 29.11.1855 — 12.02.1861 — полковник Штакельберг, Карл Карлович
- 12.02.1861 — 26.09.1862 — полковник Крылов, Евгений Тимофеевич
- 03.10.1862 — 19.12.1865 — полковник Обухов, Эраст Евгениевич
- 19.12.1865 — 17.04.1873 — полковник Офросимов, Илья Фёдорович
- хх.хх.1873 — 25.07.1875 — полковник Леонтьев, Владимир Николаевич[3]
- 25.07.1875 — 27.04.1881— полковник Горячев, Николай Герасимович
- 27.04.1881 — 14.11.1888 — полковник Бреверн, Егор Иванович
- 22.11.1888 — 21.05.1892 — полковник Шмит, Евгений Оттович
- 08.06.1892 — 11.08.1896 — полковник князь Одоевский-Маслов, Николай Николаевич
- 08.09.1896 — 30.05.1900 — полковник Безобразов, Владимир Михайлович
- 15.06.1900 — 04.02.1904 — полковник князь Мышецкий, Пётр Николаевич
- 21.02.1904 — 21.04.1905 — полковник Мориц, Александр Арнольдович
- 13.05.1905 — 24.02.1907 — полковник Рооп, Владимир Христофорович
- 20.03.1907 — 10.04.1911 — полковник Бюнтинг, Алексей Георгиевич
- 20.04.1911 — 04.02.1914 — полковник Лопухин, Дмитрий Александрович
- 24.02.1914 — 01.10.1915 — полковник (с 12.05.1915 генерал-майор) князь Гагарин, Александр Васильевич
- 17.10.1915 — 12.11.1916 — полковник (с 20.01.1916 генерал-майор) Савельев, Виктор Захарьевич
- 04.01.1917 — 15.09.1917[4] — полковник Тиличеев, Сергей Михайлович
- 05.10.1917 — хх.хх.хххх — полковник Непокойчицкий, Александр Павлович

## Известные люди, служившие в полку
- Выгран, Владимир Николаевич — генерал-майор, участник Белого движения
- Павлов, Александр Александрович — генерал-лейтенант, участник Белого движения
- Пермикин, Борис Сергеевич — генерал-лейтенант, участник Белого движения
- Подхорский, Зыгмунт — генерал Войска Польского.
- Ступницкий, Леонид Венедиктович — генерал-хорунжий УПА